# Cheilotrichia fuscocincta
Cheilotrichia fuscocincta là một loài ruồi trong họ Limoniidae. Chúng phân bố ở miền Cổ bắc.